# 保守バプテスト日本宣教団
保守バプテスト日本宣教団は、テイラー・ケネスが代表を務める日本の宗教法人。